# پیرو دلا فرانچسکا

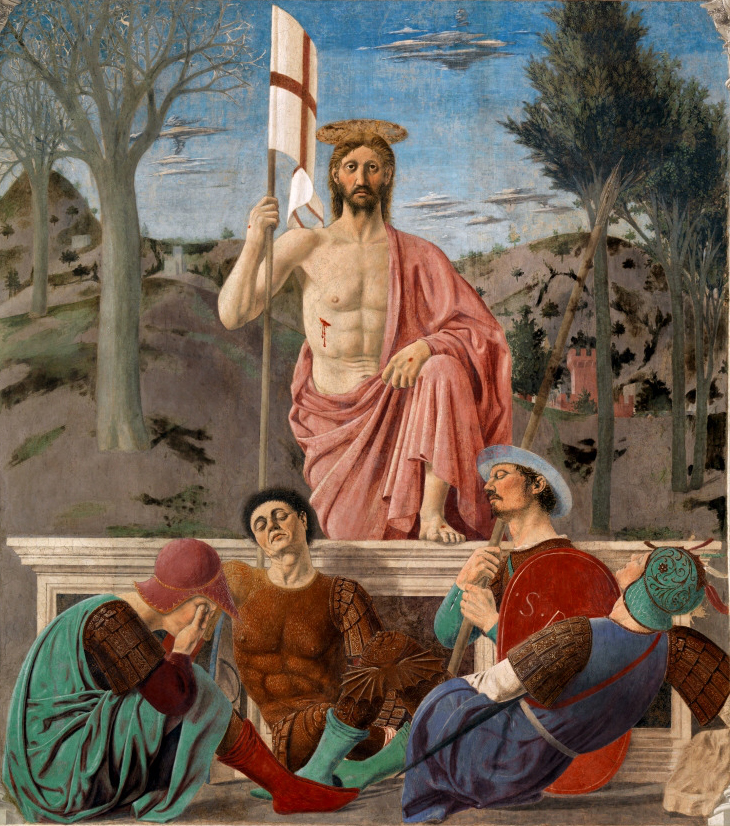
رستاخیز، اثر پیرو دلا فرانچسکا

پیرو دلا فرانچسکا (به انگلیسی: Piero della Francesca) (‎/ˌpjɛəroʊ ˌdɛlə frænˈtʃɛskə/‎،ایتالیایی: [ˈpjɛ:ro della franˈtʃeska] (); (۱۴۱۲ – ۱۲ اکتبر ۱۴۹۲) هنرمند و ریاضی‌دان دورهٔ رنسانس بود که هندسه را به‌طور عینی در نقاشیهایش وارد کرد.
آلدوس هاکسلی، نویسنده بریتانیایی، در مقاله «بهترین تصویر» از نقاشی رستاخیز اثر پیرو دلا فرانچسکا با عنوان «بهترین تصویر جهان» یاد کرده‌است.